# Macrobiotus psephus
Macrobiotus psephus är en djurart som tillhör fylumet trögkrypare, och som beskrevs av Du Bois-Reymond Marcus 1944. Macrobiotus psephus ingår i släktet Macrobiotus och familjen Macrobiotidae. Inga underarter finns listade i Catalogue of Life.